# Parksville (Nueva York)
Parksville es una aldea ubicada cerca del pueblo de Liberty, en el Condado de Sullivan, en el Estado de Nueva York, en los Estados Unidos. El código postal es el número 12 768. La aldea está situada cerca de la salida 98, en el Ruta 17, también conocida como la carretera interestatal 86. 

## Historia
Se desconoce el año exacto en el que Parksville fue fundada, pero Lemuel Martin residió allí en el año 1800. Guillermo Parks emigró allí a principios del siglo XIX. Guillermo Parks y su hijo Elías, construyeron varios molinos y mejoraron la aldea. Ambos querían llamar Martinville al municipio, pero los residentes escogieron el nombre de Parksville, y finalmente la aldea fue nombrada Parksville.